# Styleguide

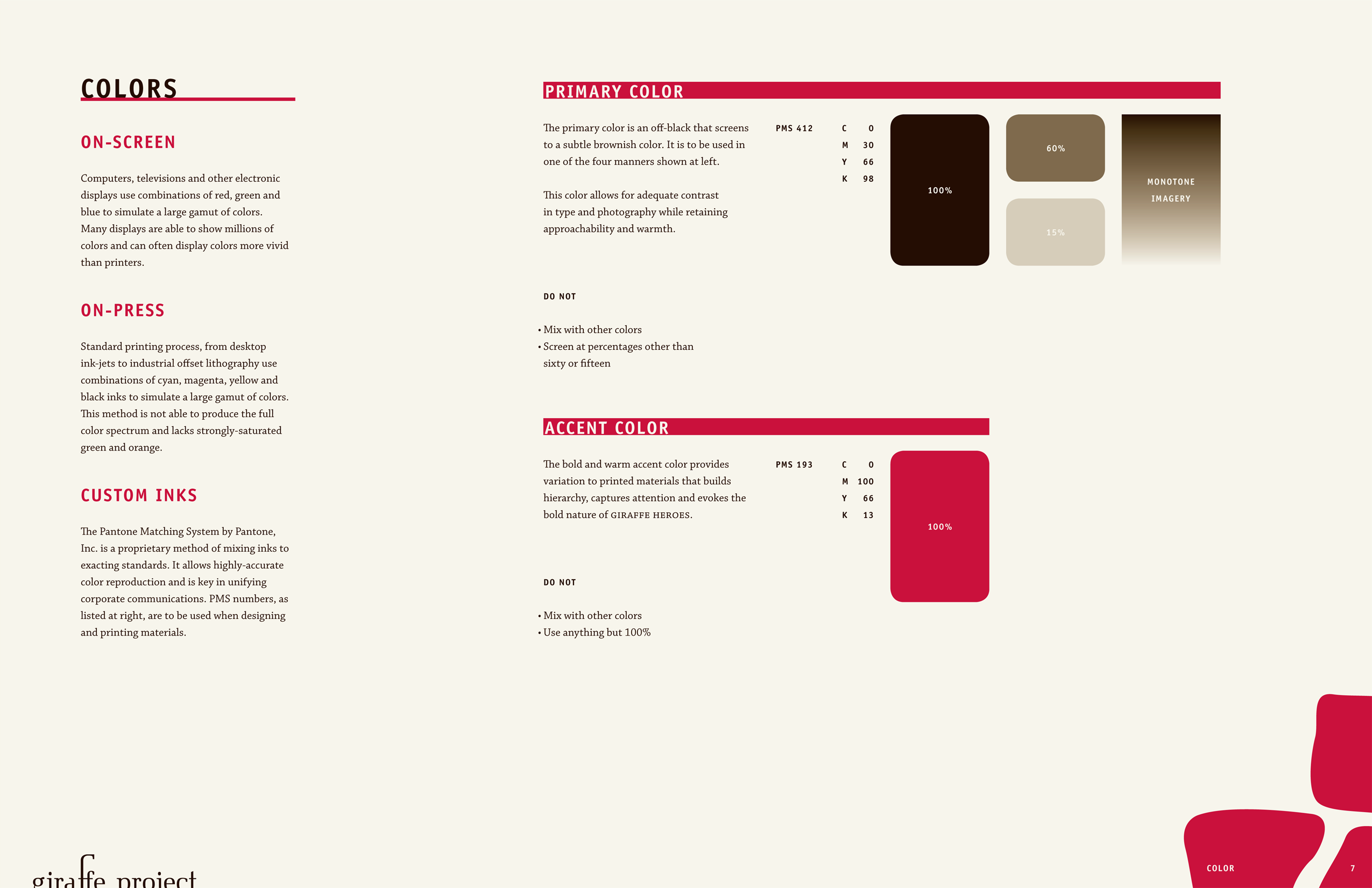
Beispielhafte Seite eines Styleguides mit Festlegungen für Farben

Ein Styleguide (oder deutsch Gestaltungsrichtlinie) beschreibt, wie bestimmte Elemente eines Druckerzeugnisses oder einer Webpräsenz zu gestalten sind.  Diese Richtlinien sollen ein einheitliches Erscheinungsbild verschiedener Kommunikationsmittel einer Institution oder Firma, z. B. Werbe- und Informationsmaterial, Geschäftsbriefe oder Internetauftritte, gewährleisten und so die Bildung einer Corporate Identity ermöglichen. Daneben werden Styleguides auch für die Software-Erstellung oder Produkte allgemein eingesetzt; auch hier ist das Ziel: Produkte sollen als zusammengehörig wahrgenommen werden und ggf. auch mit der verbundenen Marke assoziiert werden.

## Ziele
Mit den Richtlinien eines Styleguides können geregelt werden:
- die Sprache; mit dem Ziel, einheitliche Bezeichnungen, Formulierungen und Sprachstile zu verwenden, in wissenschaftlichen Texten auch die Festlegung eines Zitierstils
- die Seitenformatierung; Layout und Design von Texten und Kommunikationsmitteln, mit dem Ziel eines einheitlichen Gesamteindruckes hinsichtlich z. B. Schriftart, Gliederung, Datumsformate und Verwendung von Farben
- technische und visuelle Aspekte für die Erstellung von Quellcode für Programm, Websites o. ä.

## Gestaltungsmittel für gedruckte Kommunikationsmittel
Mit einem Styleguide für gedruckte Kommunikationsmittel werden z. B. festgelegt:
- Papiersorte
- Papierformat
- Druckfarben
- Drucktechniken und Veredelungen (z. B. Prägungen, Stanzen, Lackierungen)
- Satzspiegel
- Schriftarten
- Schriftgrad
- Zeilenabstand
- Art der Gliederung
- Bildsprache
- Verwendung von Gestaltungselementen

## Gestaltungsmittel für digitale Kommunikationsmittel
In digitalen Medien, vor allem im Webdesign, gewinnen Styleguides im Designprozess an Bedeutung. Dies ist auf die steigende Relevanz von Responsive Webdesign zurückzuführen, in dem das einzelne, pixelgenaue Layout an Bedeutung verliert. An seine Stelle treten globale Designprinzipien, die in Form eines Styleguides definiert werden können und erst im zweiten Schritt in konkrete Benutzeroberflächen umgesetzt werden. Typisch sind in digitalen Styleguides Angaben zu:
- Verwendeten Farben
- Schriften und typografische Einstellungen für verschiedene Anwendungsgebiete, zum Beispiel für Überschriften und Fließtext
- Bildsprache
- Art und Ausprägung verwendeter Animationen

Je nach Ausprägung kann der Styleguide auch fertige Elemente der Benutzeroberfläche enthalten, wie zum Beispiel:
- Schaltflächen verschiedener Funktionen
- Typografische Gestaltungselemente wie Zitate
- Modale Fenster

In manchen Fällen werden auch allgemeinere Angaben zum Branding wie Tone of Voice, verwendete Logos und Slogans in den Styleguide aufgenommen.

## Beispiele
Styleguides online von
- Styleguide der Bundesregierung, BMEL
- EU: Interinstitutionelle Regeln für Veröffentlichungen